# Ingalls Shipbuilding
Ingalls Shipbuilding je americká loděnice založená roku 1938 na pobřeží Mexického zálivu Pascagoule ve státě Mississippi. Zabývá se navrhováním, stavbou, provozní podporou, opravami a modernizacemi plavidel pro civilní i vojenský sektor. Dále je významným dodavatelem vrtných plošin a dalšího vybavení pro těžařský sektor. Od roku 2001 je součástí koncernu Northrop Grumman a od roku 2011 koncernu Huntington Ingalls Industries. K roku 2011 zaměstnávala 10 500 osob. Počtem dodaných plavidel představuje nejvýznamnějšího dodavatele Námořnictva Spojených států amerických. Zároveň je největším zaměstnavatelem ve státě Mississippi.

## Historie

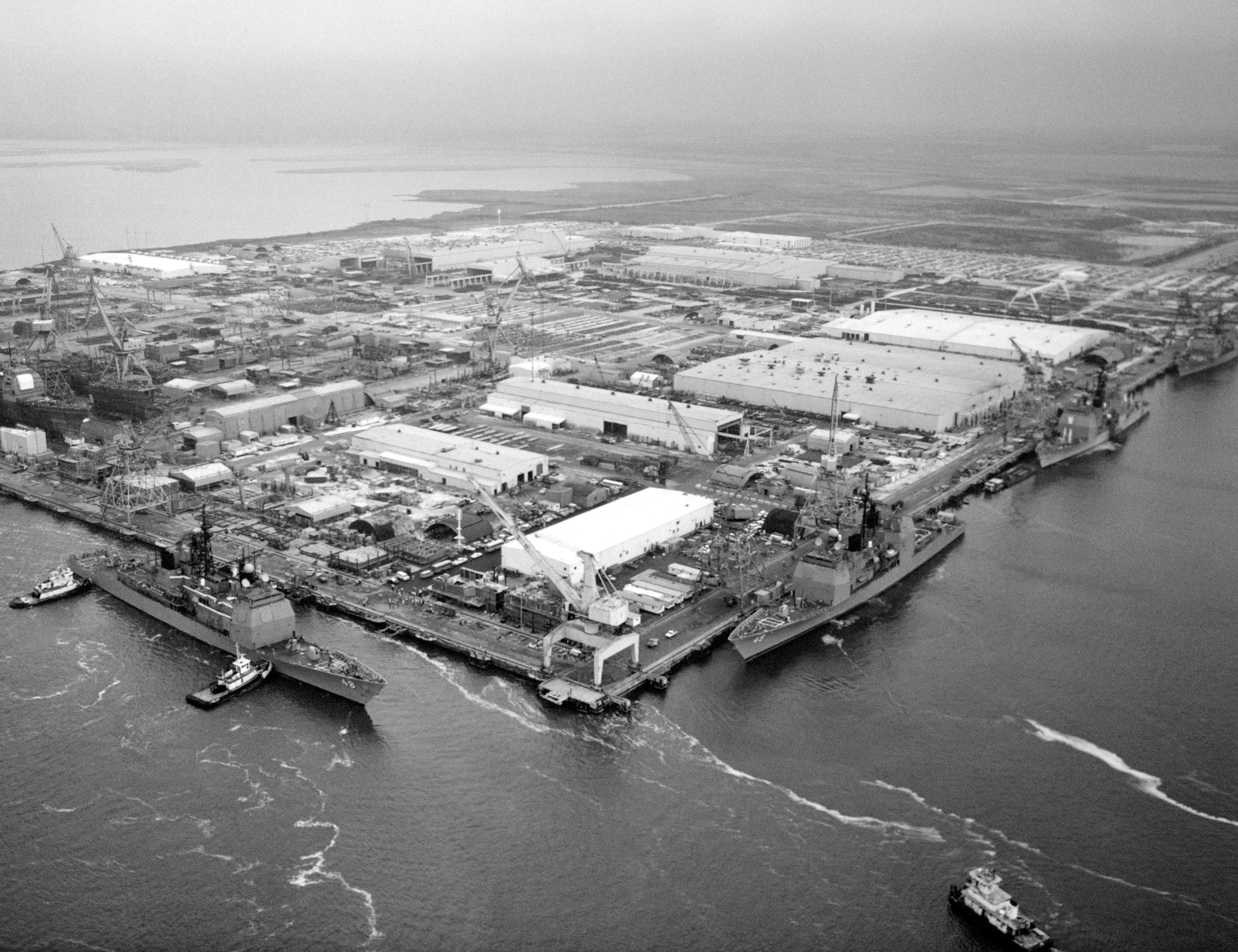
Loděnice Ingalls Shipbuilding v roce 1985

Loděnice byla založena roku 1938 a už roku 1939 se stala největším zaměstnavatelem státu Mississippi. Jako první v ní byla dokončena nákladní loď SS Exchequer. V souvislosti se vstupem USA do druhé světové války se loděnice přeorintovala na válečnou výrobu. Její první válečnou lodí byl vojenský transport USS Arthur Middleton, spuštěný na vodu v prosinci 1941.
Od počátku 50. let se loděnice zaměřila na stavbu plavidel pro americké námořnictvo. Kromě toho však vyráběla například ropné plošiny. Roku 1955 založila svou jadernou divizi a roku 1957 získala první zakázku na jaderné ponorky. Celkem postavila dvanáct jaderných útočných ponorek a u dalších jedenácti zajistila modernizaci spojenou s výměnou jaderného paliva. Ve druhé polovině 50. let navíc získala zakázku na dva torpédoborce třídy Forrest Sherman. Torpédoborce se od té doby staly významnou položkou jejího výrobního programu.
V roce 1961 loděnici Ingalls Shipbuilding získal americký koncern Litton Industries. Roku 1970 začaly práce na významném rozšíření loděnice. V 70. letech loděnice postavila sérii 31 torpédoborců třídy Spruance a v 80. letech byla hlavním dodavatelem křižníků třídy Ticonderoga. Celkem jich dodala devatenáct kusů. V roce 1977 v loděnici pracovalo přibližně 25 000 osob, nejvíce v její historii. Kromě toho postavila i řadu velkých výsadkových lodí a dalších plavidel. Plavidlům s jaderným pohonem se loděnice přestala věnovat v roce 1980. Od roku 1992 loděnice Ingalls staví torpédoborce třídy Arleigh Burke. Do roku 2023 získala objednávky na celkem čtyřicet kusů.
Roku 2001 koncern Northrop Grumman koupil společnost Litton Industries, čímž se stal i vlastníkem i jejích loděnic Ingalls Shipbuilding a Avondale Shipyard. V letech 1961–2001, kdy byla loděnice Ingalls Shipbuilding součástí koncernu Litton Industries, postavila více než 250 plavidel, z toho více než 200 pro americké námořnictvo.

## Plavidla

### Ponorky

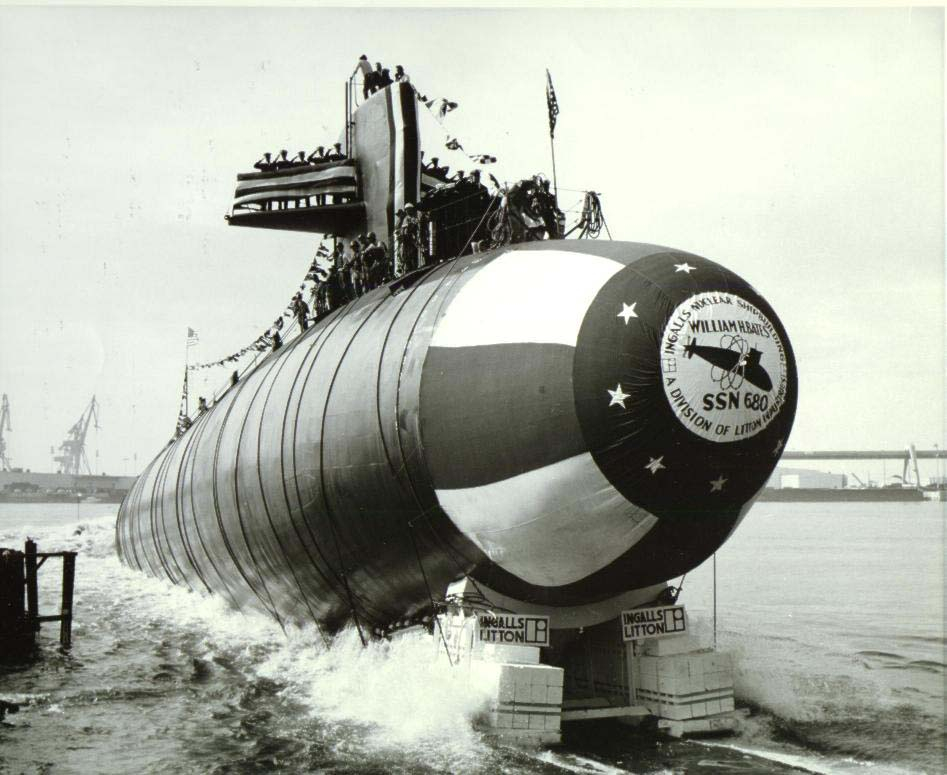
USS William H. Bates (SSN-680)

- Třída Barbel (1 ks)
- Třída Skipjack (2 ks)
- Třída Thresher (3 ks)
- Třída Sturgeon (7 ks)

### Křižníky
- Třída Ticonderoga (19 ks)

### Torpédoborce

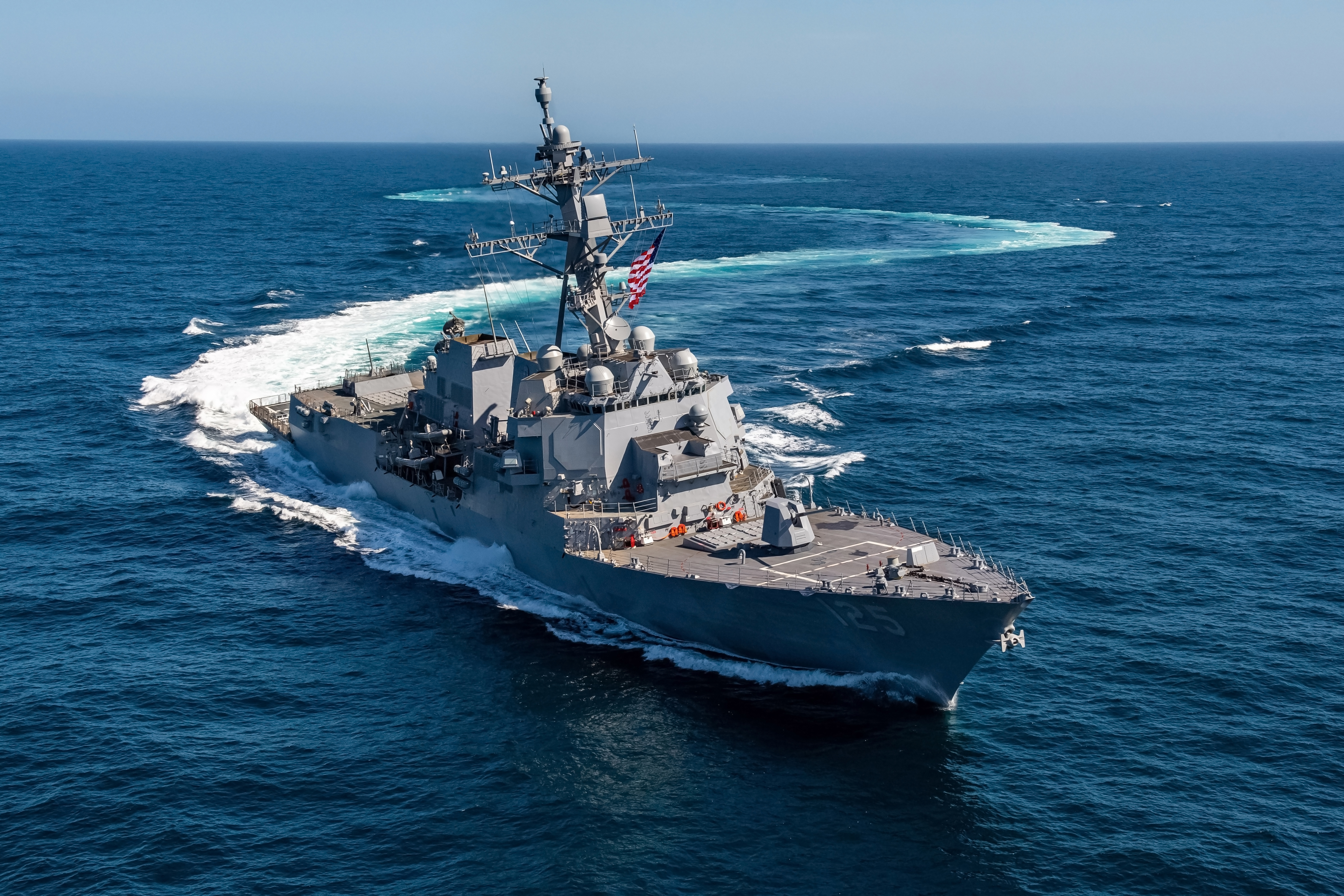
Torpédoborec třídy Arleigh Burke USS Jack H. Lucas (DDG-125)

- Třída Forrest Sherman (2 ks)
- Třída Spruance (31 ks)
- Třída Kidd (4 ks)
- Třída Arleigh Burke (40 ks)

### Korvety
- Třída Sa'ar 5 (3 ks)

### Kutry
- Třída Legend (11 ks)

### Výsadkové lodě
- Třída Arthur Middleton (3 ks)
- Třída Bayfield (21 ks)
- Třída Terrebonne Parish (5 ks)
- Třída Thomaston (8 ks)
- Třída Anchorage (1 ks)
- Třída Austin (2 ks)

- Třída San Antonio (5 ks)
- Třída Iwo Jima (2 ks)
- Třída Tarawa (5 ks)
- Třída Wasp (8 ks)

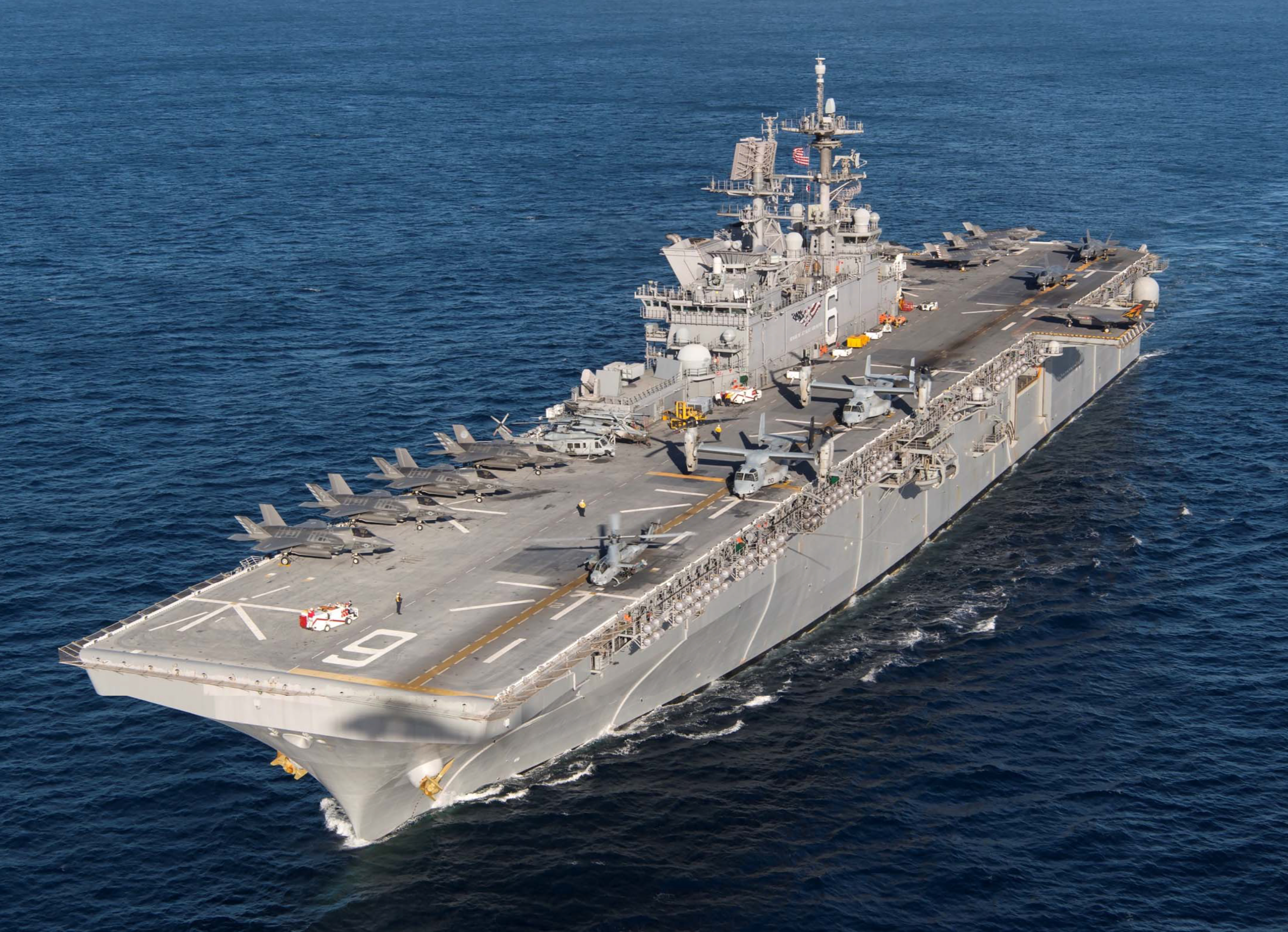
USS America (LHA-6)

- Třída America (2 ks, 2 ks ve stavbě)

### Pomocné lodě
- USCGC Glacier (WAGB-4) – ledoborec
- Třída Kilauea (4 ks) – muniční lodě
- Třída Hunley (1 ks) – mateřská loď ponorek
- Třída Simon Lake (1 ks) – mateřská loď ponorek

### Ostatní
- Třída Lupo – modernizace dvou jednotek pro Venezuelské námořnictvo v letech 1998–2002
- USS Iowa (BB-61) a USS Wisconsin (BB-64) – reaktivace a modernizace v letech 1984 a 1988